# SU-155
Die Unternehmensgruppe „SU-155“ (Russisch: СУ-155) ist eine russische vertikal integrierte Holding. Neben der Bau- und Entwicklungstätigkeit ist die Unternehmensgruppe im Bereich der Baustoff- sowie Nichterzmaterialien-Produktion, Maschinenbau, Grundstückinvestitionen sowie Investitionen in technische und kommunale Infrastruktur tätig. Nach dem Stand von Anfang 2013 ist die Unternehmensgruppe „SU-155“ in 54 russischen Städten vertreten. Die Unternehmensgruppe umfasst etwa 100 Gesellschaften: Baustoffproduzenten, Bauunternehmer, Firmen zur Förderung von Nichterzmaterialien sowie Maschinenbauwerke und Dienstleistungsgesellschaften.
Die vollständige Bezeichnung der Hauptgesellschaft der Unternehmensgruppe lautet: Geschlossene Aktiengesellschaft „SU-155“. Der Sitz ist in Moskau.

## Geschichte
Die Anfänge des Unternehmens gehen ins Jahr 1954 zurück, als unter dem Dach von Glawmosstroj der „Bau- und Montagetrust №3“ gegründet wurde, der später in „Bauverwaltung №155“ („SU-155“) umbenannt wurde. Im Jahre 1993 wurde die Umwandlung der Bauverwaltung in eine geschlossene Aktiengesellschaft vollzogen. Seit Beginn der 2000er-Jahre weitet die Unternehmensgruppe ihre Präsenz planmäßig in den russischen Regionen aus, indem sie neue Bauunternehmen und Industriebetriebe entweder übernahm oder neu gründete.

## Inhaber und Leitung
Der Hauptaktionär ist der Vorstandsvorsitzende Michail Balakin, der nach Einschätzung der Zeitschrift „Forbes“ mit dem Kapital von 1,9 Mrd. US-Dollar 2014 den 52. Rangplatz in der Liste der 200 reichsten russischen Geschäftsleute und den 866. Rangplatz in der Liste der Milliardäre der Welt belegte.
Der Generaldirektor der OOO „Ostsibirische Baugesellschaft“ (zur Unternehmensgruppe „SU-155“ gehörend) ist der ehemalige Bürgermeister von Jakutsk (1998–2007) sowie der ehemalige Gouverneur der Oblast Archangelsk (2008–2012) Ilja Michaltschuk.

## Struktur
Die Unternehmensgruppe wuchs in 20 Jahren von einer kleineren Baufirma zu einer Industrie- und Baufirmengruppe mit einem geschlossenen Produktionszyklus heran: die Struktur verfügt über Aktiva, welche die Geschäftsintegration in allen Abschnitten der Fertigungskette ermöglichen.
Insgesamt umfasst die Unternehmensgruppe „SU-155“:
- 18 Immobilienentwickler
- 22 Subunternehmer
- 5 Maschinenbauwerke
- 30 Baustoffbetriebe[3]
- 4 Gesellschaften für Architektur- und Bauingenieur-Projekte
- 2 Immobiliengesellschaften
- 2 Transportgesellschaften
- 1 Finanzgesellschaft

In Serpuchow (Oblast Moskau) errichtete das Unternehmen ein Industrie-Cluster mit dem Marktwert von über 10 Mrd. Rubel (295 Mio. USD oder 215 Mio. Euro), welcher das im Jahr 2013 in Betrieb genommene Serpuchower Werk für Aufzugsanlagen sowie den Betrieb zur Armaturenproduktion und ein Stahlbauwerk einschließt. Es wird von einem Gesamtumsatz aller Betriebe des neuen Industrieclusters in Höhe von 25 Mrd. Rubel (740 Mio. USD oder 540 Mio. Euro) pro Jahr ausgegangen.
In den Jahren 2013–2014 annoncierte die Unternehmensgruppe oder nahm bereits die Bauarbeiten an den neuen Industriebetrieben in Pensa, Iskitim (Oblast Nowosibirsk) und Wolgograd auf.
Früher verfügte Michail Balakin (Hauptaktionär von „SU-155“) über 48,15 % der Aktien der NS Bank (unabhängige Baubank), verkaufte jedoch seine Anteile im April 2013 an das Bankmanagement.
Im April 2014 stieg das Unternehmen aus allen Verwaltungsgesellschaften für Wohnungs- und Kommunalwirtschaft aus, die zuvor zur Unternehmensgruppe gehört hatten, indem die Anteile an das Management dieser Gesellschaften verkauft wurden.

## Tätigkeit
Die Unternehmensgruppe setzt Bauprojekte im Zentralen (Moskau, Oblast Brjansk, Wladimir, Iwanowo, Kaluga, Kostroma, Moskau, Rjasan, Twer, Tula, Jaroslawl), Nordwestlichen (Sankt Petersburg, Oblast Kaliningrad, Leningrad), Wolgabezirk (Oblast Nischni Nowgorod, Pensa), Südlichen (Oblast Wolgograd) sowie Sibirischen (Oblast Omsk, Nowosibirsk, Region Krasnojarsk) föderalen Bezirken um, insgesamt also laut Plänen für 2014 in 20 Regionen.
Der Umsatz der Unternehmensgruppe im Jahr 2013 betrug 114,2 Mrd. RUR (3,36 Mrd. USD oder 2,46 Mrd. Euro) (2012 waren es 84,3 Mrd. RUR, 2011 – 82,7 Mrd. RUR), darunter wurden durch Wohnflächenverkäufe 74,8 Mrd. RUR (2,2 Mrd. USD oder 1,61 Mrd. Euro) umgesetzt.
2013 errichtete die Unternehmensgruppe 1,65 Mio. m² Wohnfläche (2012 – 1,43 Mio. m², 2011 – 1,3 Mio. m²), darunter wurden 513.000 m² außerhalb Moskaus und Oblast Moskau errichtet, was fast 31 % des gesamten Bauvolumens betrug (2012 betrug der Anteil der Regionen 640.000 m² oder 45 % des gesamten Bauvolumens; 2011 – 500.000 m² bzw. 37 %). Die Ergebnisse von 2013 schlugen den Branchen- sowie den eigenen Rekord von 1,51 Mio. m² der Wohnfläche aus dem Jahr 2009.
Nach dem Umsatz im Immobiliengeschäft des Jahres 2013 führt das Unternehmen die Liste der Bauträger an (von Vedomosti):
- SU-155: 74,8 Mrd. RUR (2,2 Mrd. oder 1,61 Mrd.)
- PIK: 62,96 Mrd. RUR (1,85 Mrd. oder 1,36 Mrd.)
- LSR: 60 Mrd. RUR (1,76 Mrd. oder 1,29 Mrd.)

Das Unternehmen ist eines der führenden Bauunternehmen in Russland in Bezug auf den Umsatz im Jahr 2013 (von RBC Magazine):
- SU-155: 3,58 Mrd. USD (2,71 Mrd. USD 2012, 2,81 Mrd. USD 2011[23])
- Tashir – 3,30 Mrd. USD (2,9 Mrd. USD 2012, 2,6 Mrd. USD 2011)
- Absolut – 2,82 Mrd. USD (2,83 Mrd. USD 2012, 2,93 Mrd. USD 2011)

2013 nahm das Unternehmen in Russland 21 soziale Objekte in Betrieb, davon vier Schulen, 14 Kindergärten und drei Polikliniken, was die Zahl der Kindergartenplätze um 42 % und die Zahl der Schulplätze von 2012 um 30 % übertraf. In den Bau und die Ausstattung von Objekten der sozialen Infrastruktur investierte die Unternehmensgruppe „SU-155“ im Jahr ca. 1,9 Mrd. RUR (55 Mio. USD oder 41 Mio. Euro), was um 18 % mehr als im Jahr 2012 war.

## Wohltätigkeit
In den Jahren 2002 bis 2005 rekonstruierte die Unternehmensgruppe die bereits im XVI. Jahrhundert gegründete Kathedrale zu Ehren des Heiligen Nikolaus von Myra in Lykien (Nikola der Weiße) in Serpuchow. Nach der Oktoberrevolution wurde in dem Gotteshaus für einige Zeit eine städtische Nudelfabrik untergebracht. Während des Zweiten Weltkrieges war der Glockenturm gesprengt und das Hauptgebäude zuerst für eine Wäscherei sowie später als Lagerraum zweckentfremdet worden.
2009 bis 2012 wurde mit der Unterstützung des Unternehmens sowie einiger anderer Gesellschaften die Kronstadter Marine-Kathedrale zu St. Nikolaus dem Wundertäter restauriert, die 1929 geschlossen worden war und in der Sowjetzeit abwechselnd als Kino, Haus der Offiziere der Baltischen Flotte, Konzertsaal und als Filiale des Zentralen Museums der Seekriegsflotte benutzt wurde.
Im Jahr 2014 wurden die Bauarbeiten an der neuen Kirche der Mutter Gottes „Wsezariza“ (Königin des Himmels und der Welt), die 500 Gemeindemitglieder von Schtscherbinka aufnehmen kann, mit der Unterstützung der Unternehmensgruppe „SU-155“ fortgesetzt. Zuvor wurden die Bauarbeiten nach der Fundamentfertigstellung eingestellt, da die für die Kirchenerrichtung gesammelten Mittel aufgebraucht worden waren.
Neben den genannten Kirchen hat die Unternehmensgruppe in den 2000er-Jahren die Sonntagsschule bei der Kirche von Boris und Gleb in Sjusino (Stadtteil von Moskau) und die verbrannte Kirche des Heiligen Sergius von Radonesch in Werhnjaja Wereja (Rajon Wyksa, Oblast Nischni Nowgorod) wiederhergestellt sowie die Kathedrale des Schutzes der Heiligen Jungfrau in Jassenewo (Stadtteil Moskau) und die Kathedrale des Schutzes der Heiligen Jungfrau in Iwanowo errichtet.

## Kritik und Diskussionen in den Medien
Im Mai 2011 wurde das Unternehmen vom Moskauer Stadtoberhauptes Sergej Sobjanin kritisiert. Laut Sobjanin erwarb die Stadt 2009 bei dem Unternehmen 187 Tsd. m² Wohnfläche für 10 Mrd. RUR (295 Mio. USD oder 215 Mio. Euro) und im Frühjahr 2011 wurden weder diese Flächen bezogen noch die bestehenden Baumängel beseitigt. Die Stadtverwaltung Moskaus reichte eine Klage ein, „SU-155“ konnte jedoch vor Gericht klarstellen, dass die Nichteinhaltung der Baufristen von der Stadtverwaltung selbst verschuldet worden war, da diese das entsprechende Grundstück für die Bauarbeiten mit Verzögerung zur Verfügung gestellt hatte.
Im Februar 2013 reichte das Department für Wirtschaftspolitik und Entwicklung der Stadt Moskau beim Schiedsgericht der Stadt Moskau eine Klage gegen „SU-155“ ein, wonach das Unternehmen in die Stadtkasse 3,5 Mrd. Rubel (102 Mio. USD oder 75 Mio. Euro) zurückzahlen sollte. Im Mai 2013 wurde in diesem Konflikt eine Einigung erreicht, laut Vergleichsvereinbarung besteht der Vertrag zwischen dem Department für Wirtschaftspolitik und Entwicklung der Stadt Moskau und dem Unternehmen und das Department für Wirtschaftspolitik und Entwicklung der Stadt Moskau verzichtet auf seine Forderungen. Das Unternehmen zahlt ihrerseits in den Haushalt der Stadt Moskau die als Anzahlung erhaltenen 256,5 Mio. RUR (7,5 Mio. USD oder 5,5 Mio. Euro) zurück und stellt sieben von acht geplanten Objekten fertig.

## Interessanten Fakten
2009 erstritt sich die Gesellschaft vor Gericht die Rechte für die Domain su155.net, auf der zuvor die von unzufriedenen Kunden erstellte Website „SU-155: Mythos und Realität, Website hintergangener Coinvestoren von SU-155“ zu finden war. Die Rechte auf die bei der australischen Firma Melbourne IT auf den Namen einer Britin registrierte Domain wurden dem Developer vor dem Schiedsgericht der Weltorganisation für geistiges Eigentum (WIPO) zugesprochen.